# Manjeri
Manjeri är en stad i den indiska delstaten Kerala, och tillhör distriktet Malappuram. Staden ingår i Malappurams storstadsområde, och folkmängden uppgick till 97 102 invånare vid folkräkningen 2011.